# Na Beskidzie
Na Beskidzie (863 m), Beskid – szczyt w głównym grzbiecie Pasma Łamanej Skały w Beskidzie Małym. Znajduje się w tym grzbiecie pomiędzy szczytami Smrekowica (885 m) i Góra Potrójna (Potrójna, 883 m), od tej ostatniej oddzielony przełęczą Pod Potrójną (ok. 830 m). Południowo-wschodnie stoki opadają do doliny Kocońki w miejscowości Las, natomiast w północno-zachodnim kierunku Na Beskidzie tworzy krótki grzbiet o nazwie Turoń. Grzbiet ten oddziela doliny potoków Pracica i Ryta w miejscowości Rzyki.
Stoki Na Beskidzie są porośnięte lasem. Z lasem na północnych stokach szczytu i w ogóle z lasem na stokach gór miejscowości Rzyki wiąże się ciekawa historia. Pod koniec XVIII wieku od dziedziczki Zofii Duninowej wykupił je pewien Niemiec z zamiarem całkowitego wyrębu – drewno miało być wykorzystane w miejscowej hucie. Wzburzyło to okolicznych mieszkańców, dla których las był niezbędnie potrzebny do życia. Mimo że były własnością dziedziczki przysługiwały im serwituty – możliwość korzystania z lasu w określony przepisami sposób. Negocjacje z dziedziczką nie powiodły się, umowa z Niemcem obwarowana było bowiem bardzo wysokim odszkodowaniem na wypadek jej zerwania. Zdesperowani mieszkańcy podpalili hutę i żywcem spalili w niej Niemca. Lasy ocalały
W partiach grzbietowych na odcinku od Łamanej Skały po Potrójną znajdują się wychodnie w postaci skałek o kilkumetrowej wysokości. Z tego powodu prowadzący tym odcinkiem grzbietu szlak turystyczny nazywany jest często szlakiem skałkowym.
Przez szczyt Na Beskidzie przebiega granica między wsiami Las w województwie śląskim i Rzyki w województwie małopolskim.
Szlaki turystyczne
 Mały Szlak Beskidzki na odcinku: Przełęcz Kocierska – Potrójna – Przełęcz Zakocierska – Łamana Skała – Anula – Smrekowica – rozdroże pod Smrekowicą – Na Beskidzie – Góra Potrójna – przełęcz Beskidek – Leskowiec – schronisko PTTK Leskowiec – Krzeszów – Zembrzyce.
 Przydawki – Gołasie (Gałasiówka) – Przełęcz pod Mladą Horą – Anula – Smrekowica – rozdroże pod Smrekowicą – Smrekowica – Na Beskidzie – Góra Potrójna – przełęcz Beskidek – Leskowiec. Czas przejścia 3:30 h, 3 h